# 维泰讷
维泰讷（法語：Viterne，法語發音：[vitɛʁn]）是法国默尔特-摩泽尔省的一个市镇，位于该省南部，属于南锡区。

## 地理
维泰讷（48°35'16"N, 6°1'58"E）面积23.17 平方千米，位于法国大東部大區默尔特-摩泽尔省，该省份为法国东北部内陆省份，是洛林的一部分，北邻比利时、卢森堡，北起顺时针与摩泽尔省、下莱茵省、孚日省和默兹省接壤。
与维泰讷接壤的市镇（或旧市镇、城区）包括：热尔米尼、迈济耶尔、马尔特蒙、奥谢、塞克塞欧福日、蒂耶欧格罗塞耶。

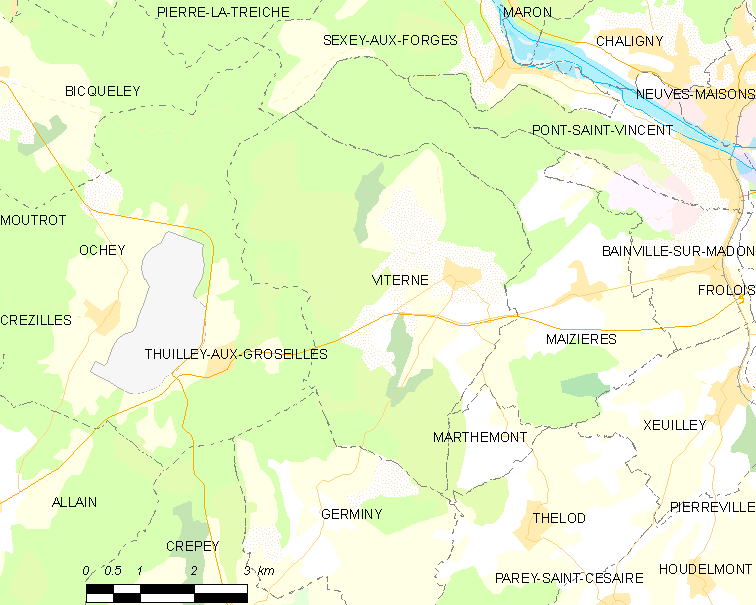
维泰讷的OSM定位图

维泰讷的时区为UTC+01:00、UTC+02:00（夏令时）。

## 行政
维泰讷的邮政编码为54123，INSEE市镇编码为54586。

## 政治
维泰讷所属的省级选区为梅讷欧桑图瓦县。

## 人口

1962-2008年间维泰讷人口变化图示

维泰讷于2022年1月1日时的人口数量为740人。